# Heinz Günter Zavelberg

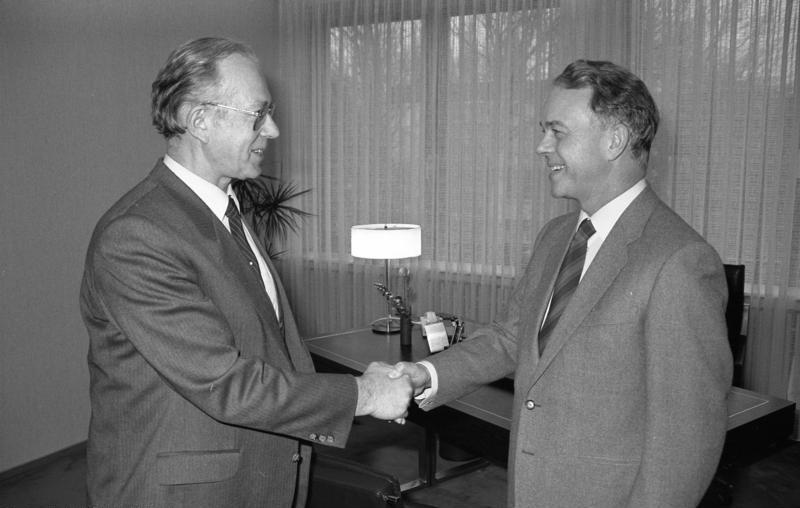
Zavelberg (links) mit Ernst Albrecht (1985)

Heinz Günter Zavelberg (* 16. Oktober 1928 in Brühl; † 14. Juni 2015) war ein deutscher Politiker (CDU). Von 1985 bis 1993 war er Präsident des Bundesrechnungshofes.

## Leben
Ab 1944 wurde er als Luftwaffenhelfer eingesetzt. Er studierte Rechtswissenschaften in Bonn und Köln und wurde zum Dr. iur. promoviert. Er war Mitglied der Studentenverbindung AV Rheno-Colonia Köln. Er war von 1956 bis 1962 Richter im OLG-Bezirk Köln (zuletzt Amtsgerichtsrat), sodann bis 1970 in der Haushaltsabteilung des Bundesministerium der Finanzen, zunächst als Referent im General- und Grundsatzreferat, ab 1966 als Referatsleiter für die damals neugeschaffene Mittelfristige Finanzplanung und für die konjunkturpolitische Steuerung des Bundeshaushalts. Von 1970 bis 1982 war er finanzpolitischer Berater der Fraktion der CDU/CSU im Deutschen Bundestag. Er wurde 1970 auch Mitglied der CDU. Von 1978 bis zu seiner Berufung an den BRH war er Ratsherr in Brühl und Vorsitzender der CDU-Mittelstandsvereinigung des Rhein-Erft-Kreises.
Nach kurzer Tätigkeit 1982/83 als Ministerialdirigent und Unterabteilungsleiter im BMF wurde er 1983 Vizepräsident und 1985 der erste vom Parlament gewählte Präsident des Bundesrechnungshofes, damals noch mit Hauptsitz in Frankfurt/Main.
Nach der Pensionierung im Jahre 1993 stellte er sich noch einige Jahre im Auftrag des BRH und verschiedener Organisationen als Kurzzeitberater in mehreren Ländern des ehemaligen Ostblocks zur Verfügung. Den Lebensabend verbrachte der Großvater von 14 Enkeln in seiner Geburts- und Heimatstadt Brühl.

## Auszeichnungen
- Verdienstkreuz 1. Klasse der Bundesrepublik Deutschland (1983)
- Großes Verdienstkreuz der Bundesrepublik Deutschland (1987)
- Großes Verdienstkreuz mit Stern der Bundesrepublik Deutschland (1993)
- Mittelkreuz des Verdienstordens der Republik Ungarn (1993)

## Werke
- Heinz Günter Zavelberg (Hrsg.): Die Kontrolle der Staatsfinanzen. Geschichte und Gegenwart, 1714–1989. Festschrift zur 275. Wiederkehr der Errichtung der Preußischen General-Rechen-Kammer. Duncker & Humblot, Berlin 1989, ISBN 978-3-428-06720-6
- Verschiedene Abhandlungen, zum Teil gesammelt in Festschrift „Mut zur Verantwortung“, Hrsg. Manfred Eibelshäuser u. a., 1993, Privatdruck in Bibliothek des Bundesrechnungshofes
- Staatliche Finanzkontrolle in Deutschland. Über Arbeit und Effektivität des Bundesrechnungshofes in: Die Verwaltung, 28. Bd. 1995 S. 513–541
- Die mehrjährige Finanzplanung. Ein notwendiges Instrument moderner Politik. In: Die Verwaltung. 3. Bd. 1970 S. 283–296
- Finanzkontrolle durch den Bundesrechnungshof unter besonderer Berücksichtigung seiner kollegialen Organisations und Entscheidungsstruktur. In: Brauneder (Hrsg.), Internationalität der Finanzkontrolle, Frankfurt a. M. u. a. 1995 S. 95ff.
- Der Sitz der Staatlichen obersten Rechnungskontrollbehörde In: Moderne Finanzkontrolle und öffentliche Rechnungslegung, Denkschrift anlässlich der Verabschiedung von Professor Dr. Manfred Eibelshäuser aus dem Amt des Präsidenten des Hessischen Rechnungshofes, hrsg. von Walter Wallmann u. a., Köln 2013, S. 597 ff.
- Zusammenführung der Finanzkontrolle Ost und West, Staatliche Finanzrevision der DDR – Rechnungshof der Republik – Bundesrechnungshof. In: 300 Jahre externe Finanzkontrolle in Deutschland- gestern, heute, und morgen. Festschrift zur 300. Wiederkehr der Errichtung der Preußischen Generalrechenkammer. herausgegeben von Dieter Engels. Berlin 2014 S. 127–143.